# Herzogtum Florenz
Das Herzogtum Florenz (ital. Ducato di Firenze) war ein frühneuzeitlicher Staat in Italien, der von 1532 bis 1569 existierte.

## Geschichte
Nachdem Florenz 1530 im Krieg der Liga von Cognac von kaiserlichen Truppen eingenommen worden war, schaffte Kaiser Karl V. die dortige republikanische Regierungsform ab und machte die Medici zu erblichen Herrschern von Florenz.

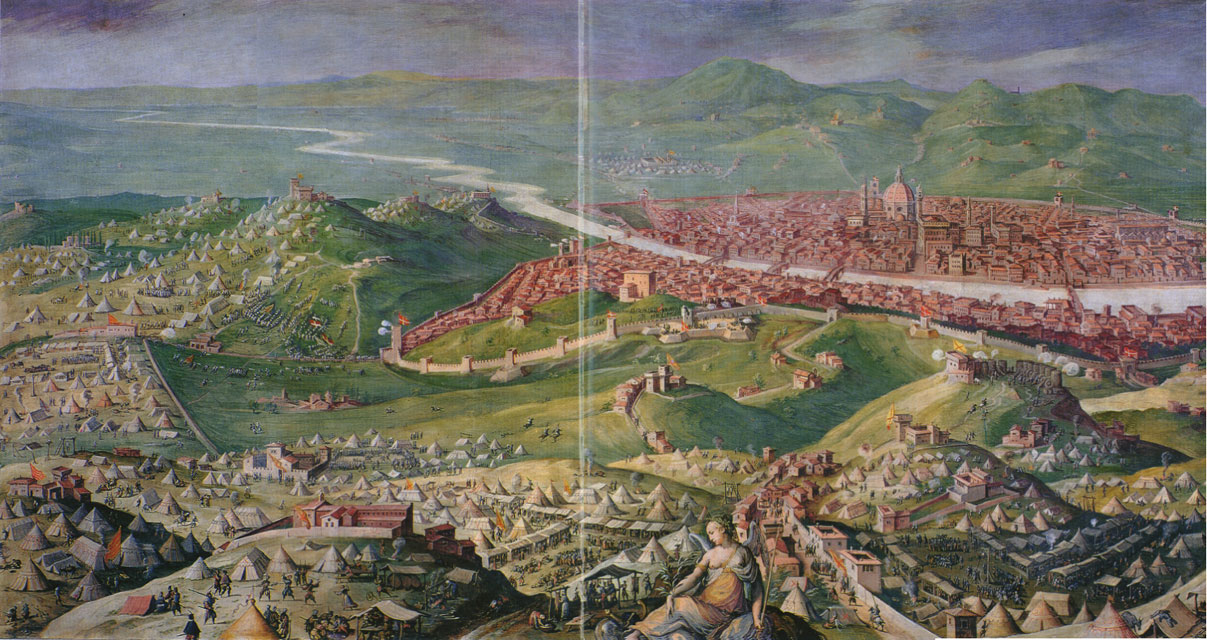
Belagerung von Florenz (1530) (Fresko von Vasari und Stradano, 1558).

Der neue Herrscher von Florenz war Alessandro de’ Medici, der 1532 vom Kaiser den Titel „Herzog von Florenz“ erhielt. Alessandro erwies sich als so schlechter Herrscher, dass bereits 1535 eine Delegation adliger Florentiner bei Karl V. eintraf mit der Bitte, ihm seinen herzoglichen Titel zu entziehen. Nachdem Karl V. sich weigerte, dies zu tun, wurde Alessandro 1537 von einem entfernten Verwandten getötet. Da er keine offiziellen Erben hatte, wurde Cosimo I., ein Vertreter der Medici-Seitenlinie, neuer Herzog von Florenz. Als sie von Alessandros Tod erfuhren, versuchten Vertreter der alten Florentiner Patrizierfamilie Strozzi, die auch mit ihm verwandt war, mit Truppen einzurücken und die Macht zu ergreifen, doch Cosimo schickte ihnen eine Abfangtruppe unter der Führung von Alessandro Vitelli entgegen, der die Prätendenten in der Festung Montemurlo (Castello di Montemurlo) besiegte. Kaiser Karl V. erkannte Cosimo als Herzog von Florenz an, als Gegenleistung für seine Unterstützung im nächsten Italienischen Krieg. Diese Hilfe ermöglichte den Abzug der kaiserlichen Garnison aus Florenz und die größtmögliche Unabhängigkeit, die unter spanischer Herrschaft in Italien möglich war. Im Jahr 1548 erwarb Cosimo die Insel Elba von der Genuesischen Republik, wo die neu geschaffene Florentiner Flotte stationiert wurde. Während des letzten italienischen Krieges Karls V. stellte sich das Herzogtum Florenz auf die Seite des Heiligen Römischen Reiches gegen Frankreich und die Republik Siena und annektierte nach dem Krieg das Gebiet von Siena, nachdem es 1554 die Sieneser in der [[schlacht von >Scannagallo|Schlacht von Marciano]] (Battaglia di Scannagallo) besiegt hatte.

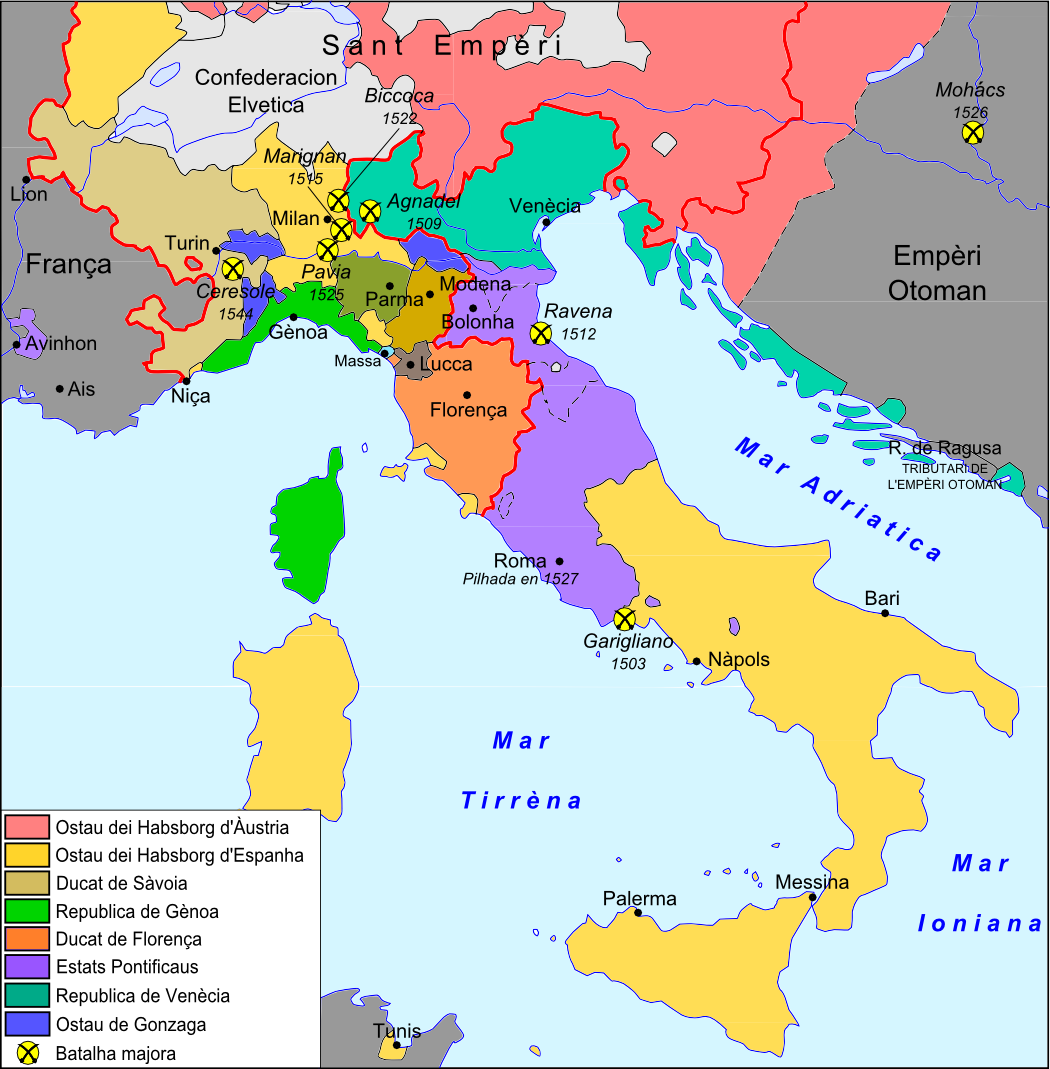
Italien im Jahr 1559 nach dem Frieden von Cateau-Cambrésis

Im Jahr 1569 ernannte Papst Pius V. Cosimo zum „Großherzog der Toskana“.

## Herzöge von Florenz (Duchi di Firenze, 1532–1569)
| Name (Lebensdaten)                                     | Porträt | Regierungszeit | Regierungszeit                             | Ehefrau                                          | Anmerkung                                             |
| Name (Lebensdaten)                                     | Porträt | Anfang         | Ende                                       | Ehefrau                                          | Anmerkung                                             |
| ------------------------------------------------------ | ------- | -------------- | ------------------------------------------ | ------------------------------------------------ | ----------------------------------------------------- |
| Alessandro de’ Medici (22. Juli 1510 – 6. Januar 1537) |         | April 1532     | 6. Januar 1537                             | Margherita d’Austria keine Kinder                | ermordet                                              |
| Cosimo I (12. Juni 1519 – 21. April 1574)              |         | 6. Januar 1537 | 27. August 1569 (wird Granduca/Großherzog) | Eleonora di Toledo sieben Söhne und vier Töchter | Sohn von Giovanni dalle Bande Nere und Maria Salviati |